# Super Zéro
Pour l’article homonyme, voir The Tick (homonymie).
Super Zéro (The Tick: The Animated Series) est une série télévisée américaine d'animation en 36 épisodes de 23 minutes, produite par Art Vitello d'après les aventures de The Tick, super-héros des comics publiés par New England Comics, et diffusée entre le 10 septembre 1994 et le 24 novembre 1996 dans le bloc de programmation Fox Kids.
En France, elle a été diffusée à partir du 18 octobre 1995 dans l'émission Canaille Peluche sur Canal+ et de 1998 à 1999 dans Les Minikeums sur France 3. Elle reste inédite dans les autres pays francophones.
La propriété de la série est passée à Disney en 2001 lorsque Disney a acquis Fox Kids Worldwide, mais la série n'est pas disponible sur Disney+. D'autre part, il peut être regardé sur Hulu aux États-Unis,.

## Synopsis
Le Pou et son acolyte Arthur sont finalement désignés pour protéger la Ville.

## Voix
- Townsend Coleman (VF : Roger Carel) : le Pou
- Micky Dolenz (VF : Patrick Préjean) : Arthur (saison 1)
- Rob Paulsen (VF : Patrick Préjean) : Arthur (saison 2)
- Cam Clarke (VF : Gérard Surugue) : Die Fledermaus
- Kay Lenz (VF : Marie-Laure Beneston) : la Petite Patriote

 Source et légende : version française (VF) sur RS Doublage